# Jan Dzierżon
Jan Dzierżon, en allemand Johann Dzierzon, né le 16 janvier 1811 à Lowkowitz (Silésie, alors prussienne) où il est mort le 26 octobre 1906, est un prêtre catholique et un intellectuel germano-polonais, aujourd'hui surtout connu en tant que naturaliste et apiculteur.
Il découvre la reproduction asexuée des abeilles (parthénogenèse) et fonde plusieurs associations et sociétés d'apiculture en Silésie. Il reçoit de nombreux hommages pour son apport scientifique, tant de son vivant qu'après sa mort. Par ses découvertes et innovations, Dzierżon est souvent considéré comme le père de l'apiculture moderne.

## Biographie

### Origines familiales et formation
Dzierżon est issu d'une vieille famille polonaise de Lowkowitz (aujourd'hui Łowkowice, en Pologne) près de Kreuzburg (Kluczbork), en Silésie, à l'époque du royaume de Prusse. Il est le deuxième des trois enfants de Simon Dzerzon et de son épouse Marie, née Jantos. Le nom de son arrière-grand-père, Jerzy Dzierżon (1717-1800), est mentionné dans la plus ancienne chronique de Łowkowice.
Jusqu'à l'âge de 10 ans, il est élève de l'école publique de Lowkowitz avant de faire une année à Byczyna.
En 1822, il part étudier au lycée de Breslau (Wrocław). Il en sort en 1830 major de sa promotion. Il commence alors des études de théologie à l'université de Breslau, tout en étudiant les mathématiques, l'astronomie et l'histoire.

### Carrière ecclésiastique (1834-1868)
Diplômé de la faculté de théologie catholique de l'université de Breslau, il est ordonné prêtre en 1834 et devient d'abord vicaire à Alt Schalkowitz (Stare Siołkowice) avant d'obtenir une cure en 1835 dans la paroisse de Karlsmarkt (Karłowice), en Basse-Silésie. 
Il mène simultanément des recherches sur la vie des abeilles et crée un cercle d'apiculture, qui deviendra plus tard la Société d'apiculture de Silésie.
Il prend sa retraite comme curé en 1868

### Opposition aux dogmes du concile Vatican I (1870) et excommunication
Le 18 juillet 1870, le concile Vatican I énonce entre autres le dogme de l'infaillibilité pontificale, soutient le concept de révélation dans le domaine scientifique et s'oppose aux concepts de panthéisme, de matérialisme et de rationalisme.
Jan Dzierżon ne dissimule pas son opposition au nouveau dogme. Aussi, lorsque l'Église catholique demande à chaque prêtre de signer un engagement personnel de loyauté envers les dispositions de Vatican I, il dénonce dans les colonnes de la Schlesische Zeitung (Journal de Silésie) le dogme de l'infaillibilité pontificale. Cela lui vaut une excommunication, prononcée le 30 octobre 1873.
Cependant, il n'est pas exact qu'il soit alors entré en rébellion en rejoignant la communauté des « Vieux-catholiques », et que l'évêque de Breslau, Heinrich Förster, l'aurait pour cette raison frappé d'anathème (Brożek, 1978).

### Retour à Lowkowitz (1874)
Exclu de l'Église catholique romaine, Dzierżon voit ses conditions de vie se détériorer à Karlsmarkt. Aussi décide-t-il en 1874 de retourner dans sa famille, à Lowkowitz. 
C'est là qu'il poursuivra désormais ses travaux scientifiques sur la vie des abeilles. À partir de 1885, il vit avec son frère dans une petite maison avec un jardin, menant plus ou moins une vie d'ermite, bien qu'il soit reconnu par la communauté scientifique mondiale.

### Mort et funérailles
Jan Dzierżon meurt le 26 octobre 1906 à l'âge de 95 ans. 
Il est inhumé au cimetière de Lowkowitz.
Dans la maison où il a vécu ses dernières années, une pièce a été aménagée en musée.

## Œuvre scientifique

### Théorie de la parthénogénèse des faux-bourdons (1835)
Jan Dzierżon conçoit dès 1835 la théorie (qu'il exposera en 1845) selon laquelle le faux-bourdon (abeille mâle) se développerait à partir d'œufs non fécondés, et aurait donc une mère mais pas de père, alors que l'abeille femelle serait issue d'œufs fécondés. Il met par là même en évidence le phénomène de la parthénogenèse chez les abeilles.

### Invention de la ruche à cadres mobiles (1838)
Dzierżon révolutionne l'élevage des abeilles, publie son propre journal spécialisé sur ce thème.
En 1838, il conçoit la première ruche à cadres mobiles, qui va permettre d'accéder aux alvéoles de cire sans détruire la structure de la ruche. Il établit la distance correcte entre les cadres comme étant d'un pouce et demi du centre d'une barre supérieure au centre de la suivante. 
Dans son rucher, il étudie la vie sociale des abeilles et construit plusieurs ruches expérimentales. En 1848, Dzierzon remplace dans son rucher les bandes de bois pour les barres supérieures mobiles par des cannelures de la taille 8x8 mm dans les parois latérales. 
Ses innovations gagnent rapidement des adeptes en Europe et Amérique du Nord. Sur la base des mesures mentionnées ci-dessus, en 1852, August von Berlepsch (1815-1877) en Thuringe et Lorenzo Lorain Langstroth (1810-1895) aux États-Unis conçoivent leurs propres ruches à cadres amovibles. 

### Divers
En 1854, il découvre le mécanisme de la sécrétion de la gelée royale et son rôle dans le développement des reines. 
Les innovations introduites par Dzierżon dans le métier d'apiculteur ont permis de son temps à 400 familles d'avoir leur propre rucher. Mais il participe également à l'innovation en agronomie, par exemple en introduisant dans son village la culture du lupin. 
Il va écrire au total vingt-six ouvrages scientifiques et plus de 800 articles. Beaucoup de ses travaux seront traduits dans d'autres langues, notamment La nouvelle apiculture améliorée et Compléments pour la théorie et la pratique du nouvel apiculteur.

## Héritage

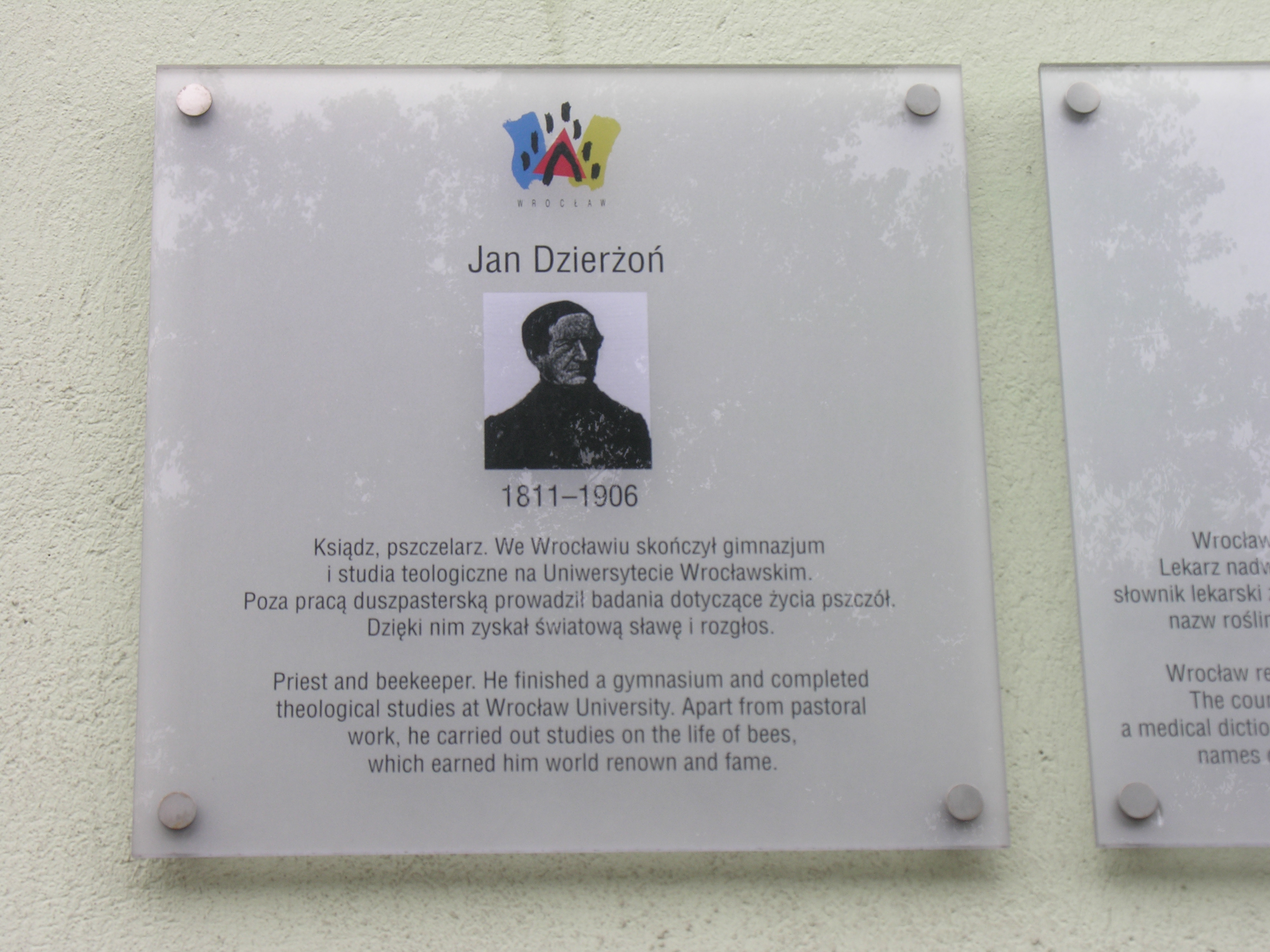
Plaque commémorative à Wrocław

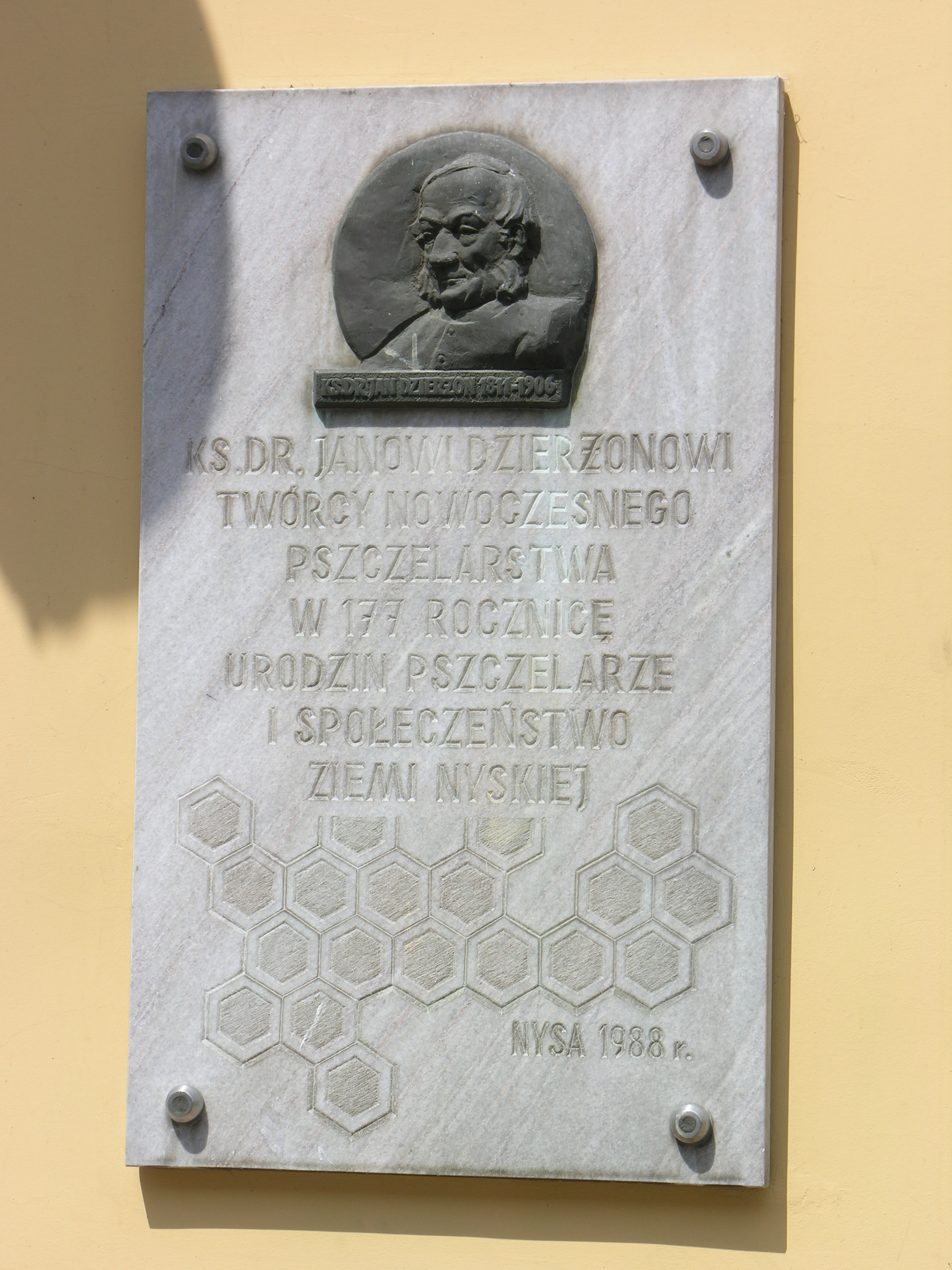
Plaque commémorative à Nysa

Dzierżon est considéré comme le père de l'apiologie et de l'apiculture moderne : nos ruches modernes sont dérivées de ses conceptions.

### Controverses sur la parthénogénèse
Il a pourtant été contesté, sa théorie de la parthénogenèse se heurtant d'emblée à une opposition farouche d'essence religieuse (notamment de la part du catholicisme) qui ne se démentira pas jusqu'au milieu du XXe siècle. C'était en effet un dogme répandu, jusque dans  les milieux scientifiques, que tout être animé avait une mère et un père.

### Honneurs de son vivant
Cependant, Dzierżon a été couvert d'honneurs de son vivant. Ses activités lui valent d'obtenir en 1872 un doctorat honoris causa de l'université de Munich, et d'être distingué par de nombreux pays européens. 
Il devient entre autres membre d'honneur des Sociétés d'agriculture de Cracovie et Lvov, de l'académie allemande des sciences Leopoldina et, en 1904, de la Société silésienne pour la culture de la patrie (Schlesische Gesellschaft für vaterländische Kultur). 
Il est décoré de différents ordres : 
- l'ordre autrichien de François-Joseph,
- l'ordre bavarois du mérite Saint-Michel,
- l'ordre de Louis (décerné par le Land de Hesse),
- l'ordre russe de Sainte-Anne,
- l'ordre suédois de Vasa,
- l'ordre prussien de la couronne (4e classe) à son quatre-vingt-dixième anniversaire, etc.

Dzierżon reçoit un diplôme honorifique à Graz, remis par l'archiduc Jean-Baptiste d'Autriche. En 1903, il est présenté à l'empereur François-Joseph Ier d'Autriche.

### Honneurs post mortem
Cela ne s'arrête pas à sa mort : sa ville natale de Lowkowitz est renommée Bienendorf (« village des abeilles ») du temps de l'Allemagne hitlérienne (1936-1945). Après la guerre, devenue polonaise, elle retrouve son nom d'origine, mais selon la graphie et la prononciation polonaise (Lowkowice)
En 1946, pour l'honorer, la ville silésienne de Rychbach (Reichenbach à l'époque allemande) a été rebaptisée Dzierżoniów. 
Dix ans plus tard, à l'occasion du cinquantième anniversaire de sa mort, la poste polonaise émet un timbre à son effigie. A Wrocław (Breslau), c'est un mémorial vivant qui célèbre son souvenir, rue Bartla, sous la forme d'un chêne pédonculé quadricentenaire qui lui a été dédié. 
Un musée a été ouvert dans la ville de Maciejów (Matzdorf à l'époque où il y travaillait). Enfin, à Kluczbork, depuis 1962, un monument et un musée dédiés à Jan Dzierżon racontent l'histoire de l'apiculture en Silésie, une histoire dont les origines remontent au Xe siècle.

## Sélection d'ouvrages de Dzierżon
- Sztuka zrobienia złota, nawet z zielska Tygodnik Polski Poświęcony Włościanom, (L'art de faire de l'or, même avec de la mauvaise herbe, hebdo polonais consacré au monde rural)  Pszczyna 15 XI 1845.
- Nowe udoskonalone pszczelnictwo księdza plebana Dzierżona w Katwicach na Śląsku (La nouvelle apiculture perfectionnée du curé Dzierżon, de Katwice en Silésie). Leszno 1851 i 1859 (przekład: Lompa)
- Najnowsze pszczelnictwo. (Les derniers développements de l'apiculture) Lwów 1853 (przekład: Witowski)
- Theorie und Praxis des neuen Bienenfreundes oder neue Arten der Bienenzucht wydawca: von Bruckisch; 304 str. (1848)
- Nachtrag zur Theorie und Praxis...(Compléments à la théorie et à la pratique...) (1852)
- Rationelle Bienenzucht (l'apiculture rationnelle) wydawca: Bränder; Brieg; 50 str. (1861)
- Neue verbesserte Bienen-Zucht (la nouvelle apiculture améliorée) wydawca: Otto Hendel; Halle; 5 str. (1861)
- Nationale Bienenzucht (L'Apiculture nationale) wydawca: Falchschen Buchdruckerei; 84 str. (1878)
- Der Zwillingstock  (Zwillingstock) (1890)
- Nachtrag zu dem Schriften der Zwillingsstock, die zweckmässigste Bienenwohnung (Compléments aux ouvrages de Zwillingstock, la ruche la mieux conçue) wydawca: E.Thielmann; Kreuzburg; 16 str. (1890)